# Авот, Юрий Карлович
Юрий Карлович Авот (латыш. Juris Avots; 29 октября 1923, Кингисепп, Петроградская губерния — 12 июня 1976, Рига) — советский хозяйственный деятель.

## Биография
Родился в 1923 году. Член КПСС с 1944 года.
Участник Великой Отечественной войны. Воевал командиром роты на Западном фронте в составе 43-й гвардейской латышской дивизии.
В 1943—1976 гг. —
начальник пункта контрольно-учетного бюро Заволжского райисполкома города Ярославля,
помощник капитана парохода «Сиа»,
начальник политотдела Латвийского государственного морского пароходства,
инструктор промышленно-транспортного отдела ЦК Компартии Латвии,
С 1957 года и до самой смерти являлся начальником Латвийского морского пароходства.
В 1964—1967 годах пароходству 9 раз присуждалось переходящее Красное знамя ЦК КПСС, Президиума Верховного Совета СССР, Совета Министров СССР и ВЦСПС, а в 1967 году в честь 50-летия Октябрьской революции это знамя было передано на вечное хранение.
Избирался депутатом Верховного Совета Латвийской ССР 6, 7, 8 и 9-го созывов.
Делегат XXIII съезда КПСС.
Умер в Риге в 1976 году. Похоронен в Риге.

## Память
Именем Юрия Карловича Авота назван теплоход-ролкер «Юрий Авот».
Судно типа «ро-ро», проекта 16073 «Иван Скуридин» 2-й серии, типа «Шестидесятилетие СССР», разработано по проекту Балтсудопроекта.
Корабль дедвейтом 5 500 тонн был построен в ноябре 1983 года в Ленинграде на Судостроительном заводе № 190 имени А.А. Жданова (ныне «Северная верфь»).
Корабль был приписан к Латвийскому морскому пароходству; до 2000 года назывался «Юрий Авот», с января 2000 — «Juris Avots».
Судно эксплуатировалось 26 лет и было списано в 2009 году.